# Žužići (Višnjan)
Žužići is een plaats in de gemeente Višnjan in de Kroatische provincie Istrië. De plaats telt 26 inwoners (2001).